# Знаменка (город)
Зна́менка (укр. Знам'янка) — город в Кировоградской области Украины. Входит в Кропивницкий район.

## История

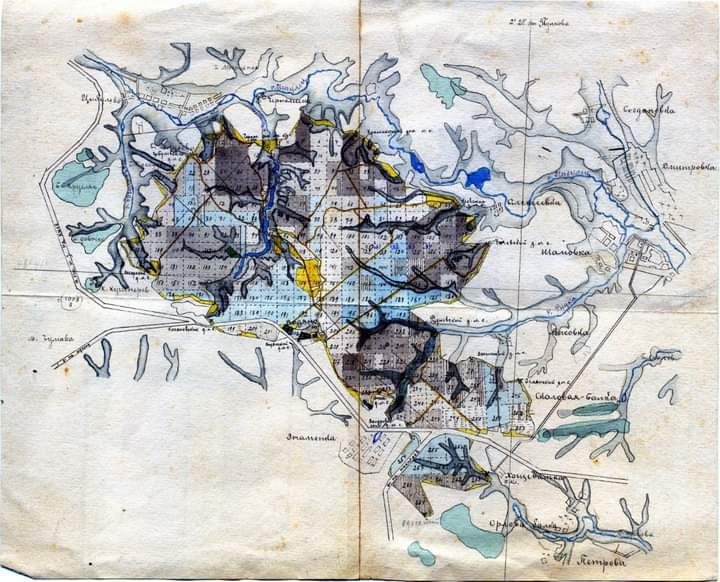
Карта конца XIX века

Поселение возникло в последней четверти XVIII века. В 1869 году здесь была построена железнодорожная станция Знаменка на железной дороге Одесса — Харьков.
Название города происходит от находящегося в трёх километрах села Знаменка (теперь Знаменка Вторая), основанного в 1730 году переселенцами из центральной России и названого в честь особо почитаемой переселенцами-старообрядцами иконы Божией Матери «Знамение».
В августе 1873 года было открыто железнодорожное движение на участке от Знаменки до Николаева, а спустя три года — до Фастова. Из маленькой железнодорожной станции Знаменка превратилась в важный железнодорожный узел, с расширением которого росло и население близлежащих селений.

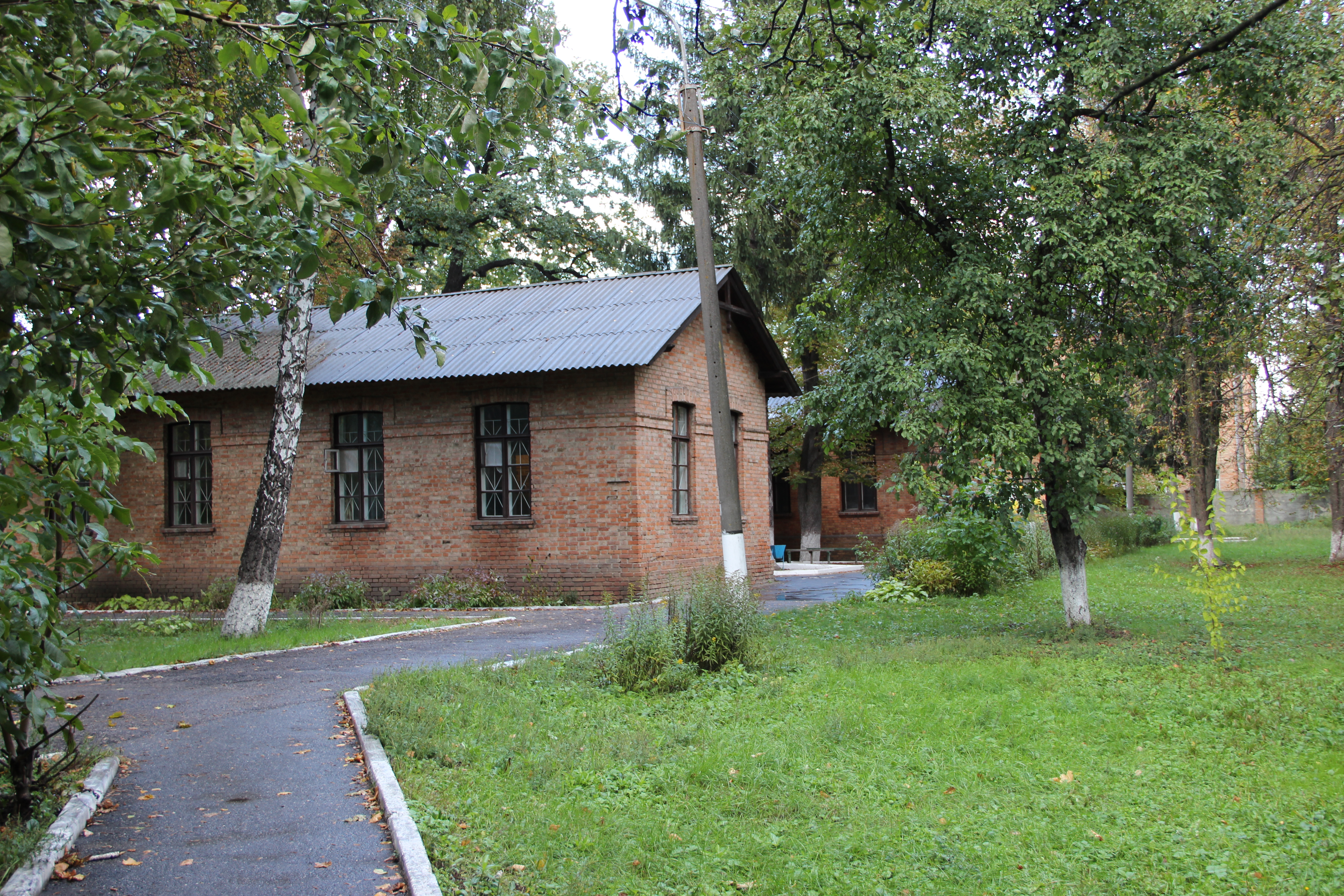
Здание бывшей земской больницы

В апреле 1892 года в Знаменке начал работать лечебно-продовольственный пункт, работники которого регистрировали рабочих, осуществляли санитарный осмотр за ними, предоставляли амбулаторную помощь больным, ведали выдачей дешевых обедов. Первым заведующим Знаменского лечебно-продовольственного пункта стал врач железнодорожной больницы Андрей Лысенко, брат выдающегося украинского композитора Николая Лысенко.
Летом 1892 года в Знаменке проживали семьи композитора Николая Лысенко и драматурга Михаила Старицкого. Здесь Николай Лысенко работал над оркестровкой оперы «Тарас Бульба». Также с помощью Михаила Старицкого Андрей Лысенко в 1898 году организовал среди работников станции музыкально-драматический кружок.
В ходе первой русской революции жители Знаменки участвовали в Октябрьской всероссийской политической стачке.
Перед Первой мировой войной, в связи с общим экономическим оживлением в стране, значение Знаменки, как узловой станции возросло.
После начала первой советско-украинской войны в конце 1917 — начале 1918 года и принятия Третьего и Четвертого Универсала в Знаменке действовала администрация УНР. В феврале 1918 года здесь была установлена советская власть и действовала администрация большевиков — ревком, но вслед за этим Знаменку оккупировали австро-немецкие войска (которые оставались здесь до ноября 1918 года). С 4 ноября 1918 по 5 февраля 1919 года Знаменку контролировала Директория Украинской Народной Республики, 3-23 мая Знаменка находилась под контролем формирований Никифора Григорьева, а с 13 августа по 22 декабря 1919 года «белой армии».

Григорьев и Антонов-Овсеенко в Знаменке

В 1920 году Знаменку вновь взяла Красная армия. Отдельного рассказа заслуживает деятельность отряда Ивана Кибца который после убийства комиссаром Яковом Галембой его жены и маленького сына принял участие в Знаменском восстании. Отряд Кибца на станции Знаменка хитростями разоружил эскадроны красной конницы, захватил в плен и расстрелял Галембу. В ноябре 1920 года Кибец снова совершил налет на узловую станцию Знаменка. К концу ноября 1920 года атаманы Хмара и Кибец действовали возле Знаменки — осуществляли диверсии на железных дорогах, останавливали поезда, уничтожали отделы красноармейцев и ЧК. Также здесь действовали атаманы Холодноярской республики Денис Гупало, Максим Терещенко и Черный Ворон.
После окончательного установления советской власти, был восстановлен железнодорожный узел и поселок, в первые годы НЭПа здесь работало 17 предприятий. 7 марта 1923 года Знаменка стала районным центром, объединившим 9 сельских советов.
В довоенные годы было построено вагонное депо, автоконтрольный пункт и пункт технического осмотра, увеличилась мощность электростанции, появились новые локомотивы. Расширялась местная промышленность.
В мае 1930 года Знаменка стала поселком городского типа и здесь началось издание газеты, в 1932 году — районным центром Одесской области, с 1937 года — Николаевской области, а с 1939 года — Кировоградской области.
Во времена Голодомора и сталинских репрессий погиб 891 житель Знаменки. Ветеран Второй Мировой войны Г. И. Никлонский так вспоминал о захоронениях жертв Голодомора 1932—1933 : «Я был свидетелем ужасающей картины, когда железнодорожники копали траншею — наткнулись на останки, по некоторым костям четко видели детей, женщин, их приказали обратно завернуть».
В октябре 1938 года рабочий поселок Знаменка с населением 14,6 тыс. человек стал городом районного значения, а с августа 1939 года — городом областного подчинения.

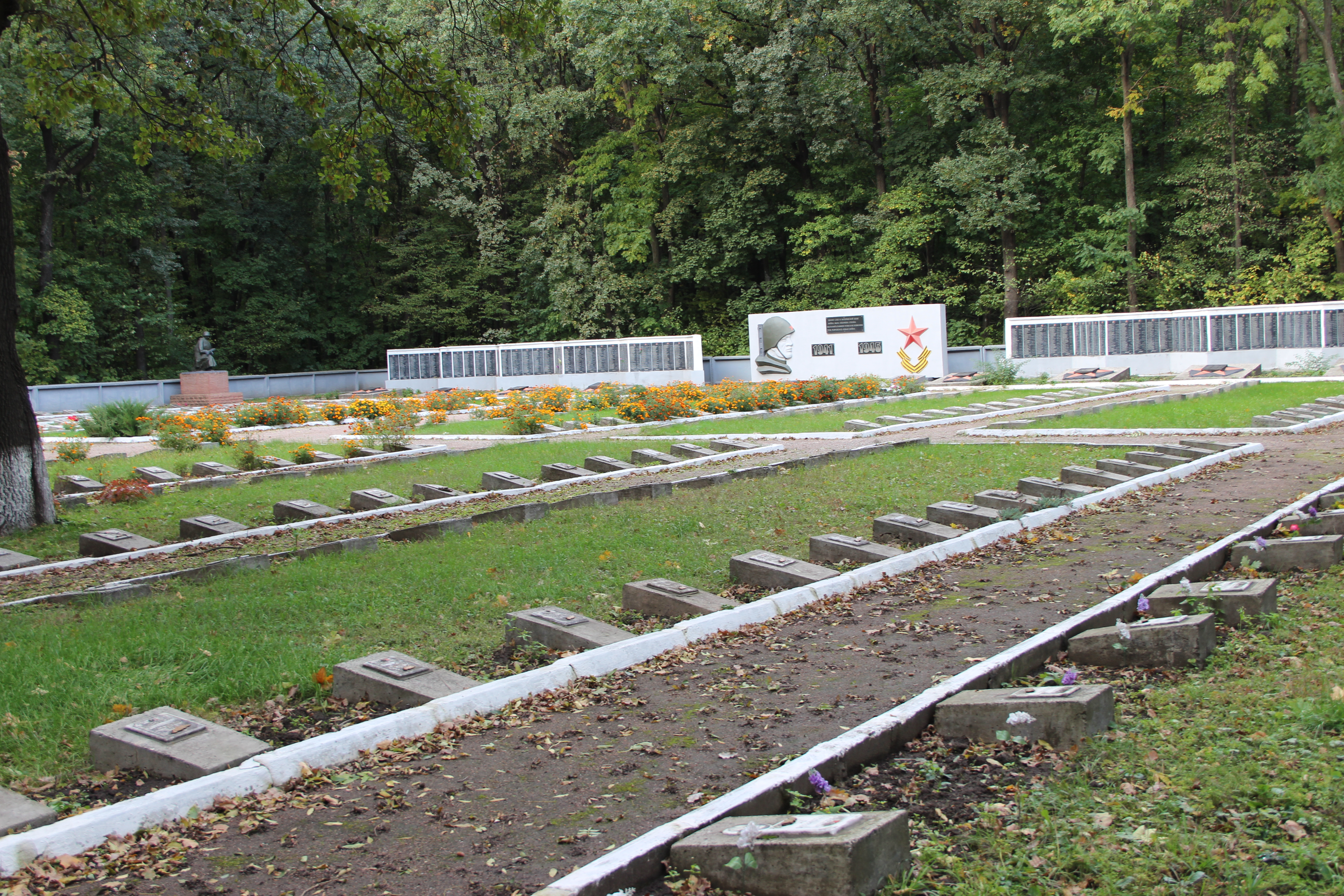
Военное кладбище

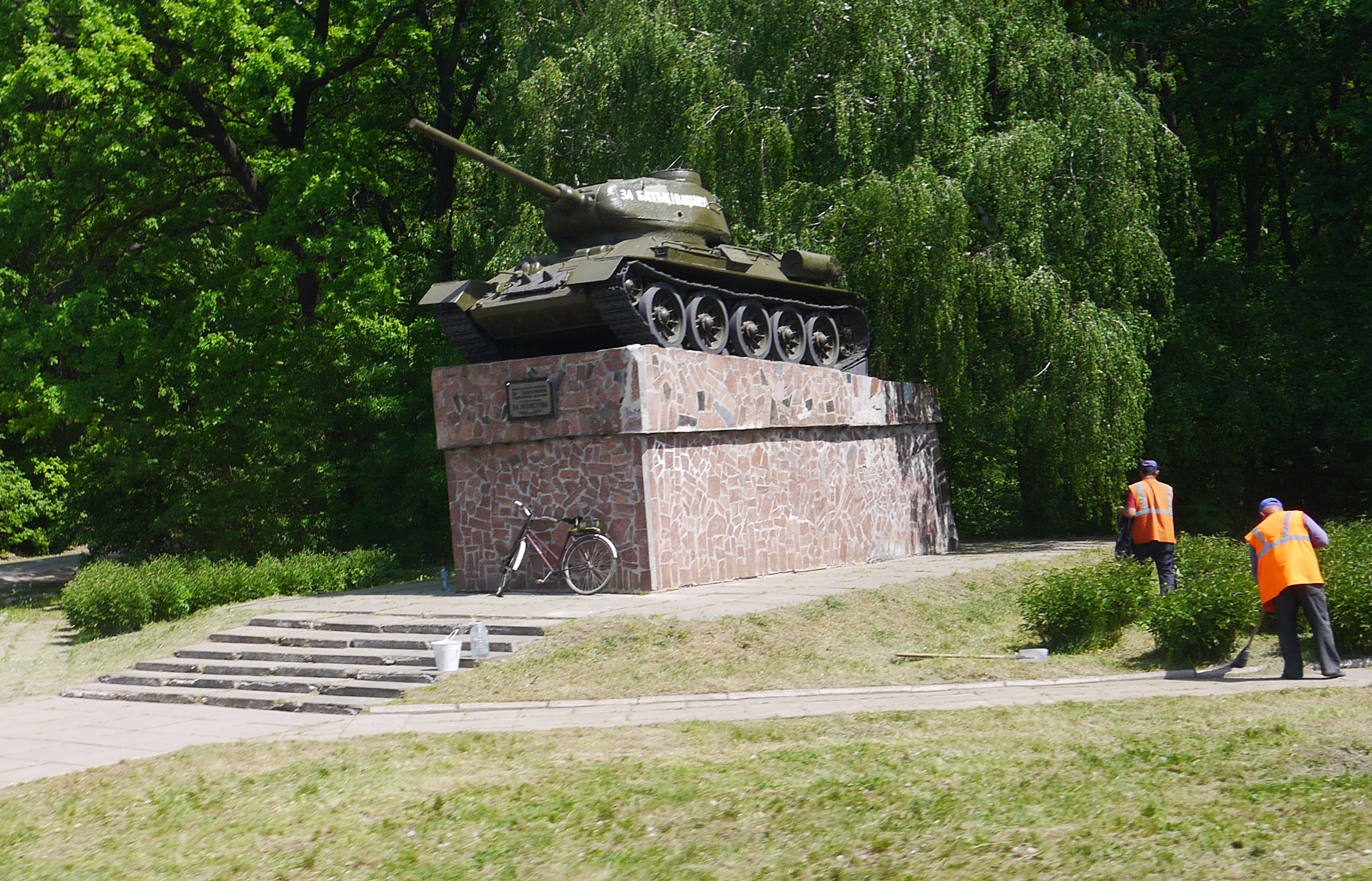
Памятник танку Т-34

Во время Великой Отечественной войны с 6 августа 1941 до 10 декабря 1943 года город был оккупирован немецкими войсками. В период оккупации здесь находился концентрационный лагерь для советских военнопленных. Освобождён войсками 2-го Украинского фронта Маршала Советского Союза И. С. Конева в ходе Знаменской операции. На местном военном кладбище было похоронено 996 человек, среди которых уроженец Подмосковья, Герой Советского Союза Галочкин Виктор Иванович  . Также здесь родились два Героя Советского Союза, Александр Осадчий и Пётр Филоненко. 

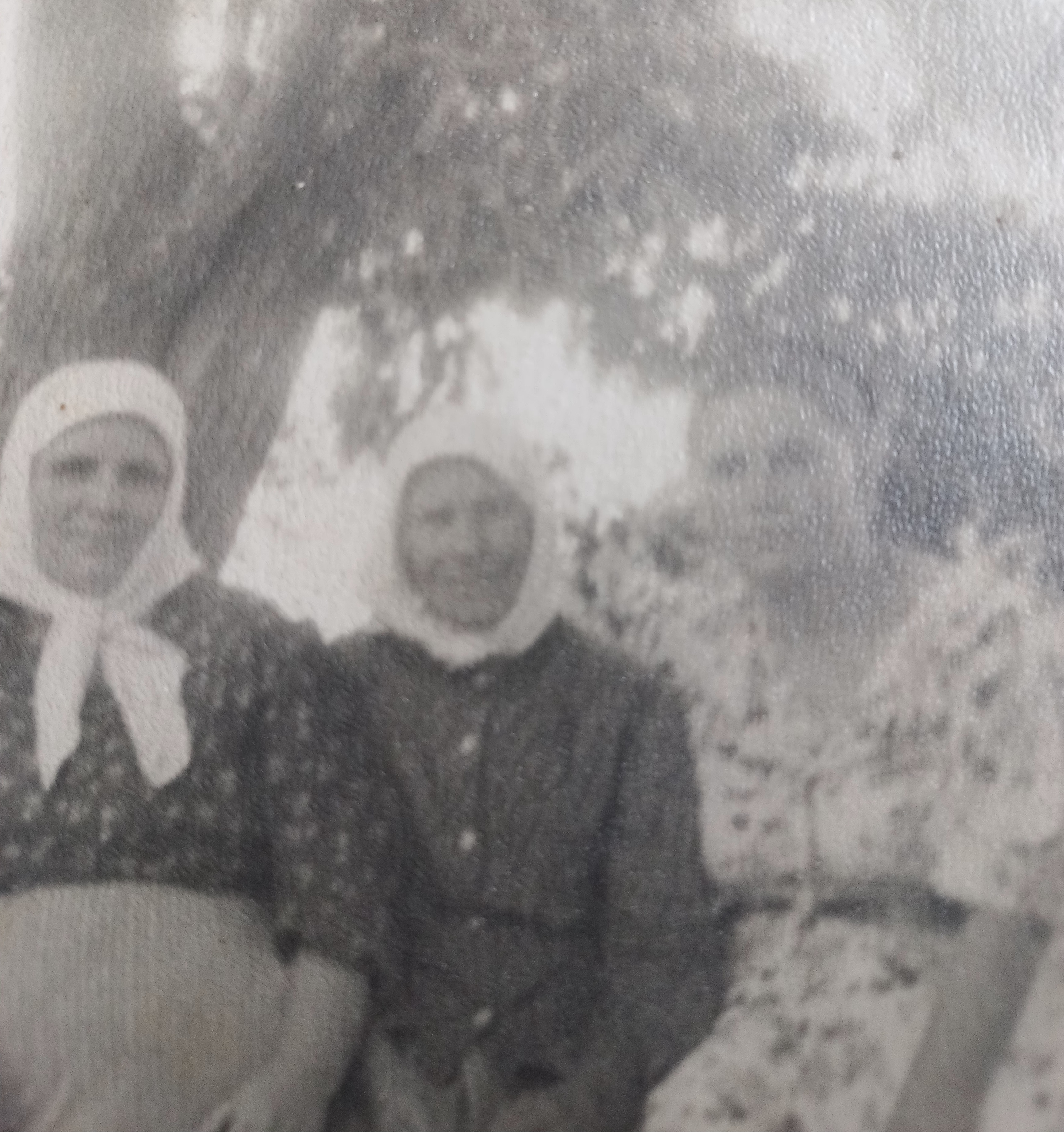
Лукия Стаченко, по центру, с семьей

Во время оккупации жительница одного из близлежащих сел, Лукия Ефимовна Стаченко (1879-1973) помогала знаменским партизанам хлебом, а во время освобождения давала укрытие от вражеских бомбежек. В конце 1940х в ходе репрессий против ветеранов одним из первых пострадавших был Афанасий Кравцов Демьянович, ветеран советско-финской и Великой Отечественной войн, дважды попал в плен, а после войны был выслан на Камчатку. В 1950-х годах началось строительство новых предприятий и реконструкция действующих; в 1952 году закончилось строительство ныне действующего вокзала.
В 1952 году здесь действовали предприятия железнодорожного транспорта и местной промышленности, две средние школы, семилетняя школа, школа рабочей молодёжи, школа ФЗО и железнодорожное училище.
В 1959 году Знаменский железнодорожный узел получил электроэнергию с Кременчугской ГЭС, в связи с чем в 1962 году участок железной дороги Знаменка — Пятихатки был электрифицирован, а через год электровозы пошли до Мироновки.
В 1966 году была открыта Знаменская бальнеологическая лечебница на базе местных источников минеральной радоново-углекислой воды, которая по бальнеологическим и климатическим факторам, методами комплексной терапии не уступает давно известным курортам.
В 1970 году численность населения составляла 27,4 тыс. человек, здесь действовали предприятия по обслуживанию ж.-д. транспорта, несколько предприятий пищевой промышленности, завод металлоизделий, сельскохозяйственный техникум, филиал Одесского железнодорожного техникума и краеведческий музей.
В 1980 году здесь действовали предприятия по обслуживанию ж.д. транспорта (локомотивное и вагонное депо), завод продтоваров, овощеконсервный завод, сыродельный завод, комбинат бытового обслуживания, промкомбинат, пять домов быта, райсельхозтехника, десять общеобразовательных школ, спортивная школа, музыкальная школа, ПТУ и техническое училище, три больницы, Дворец культуры и два кинотеатра и 11 библиотек.

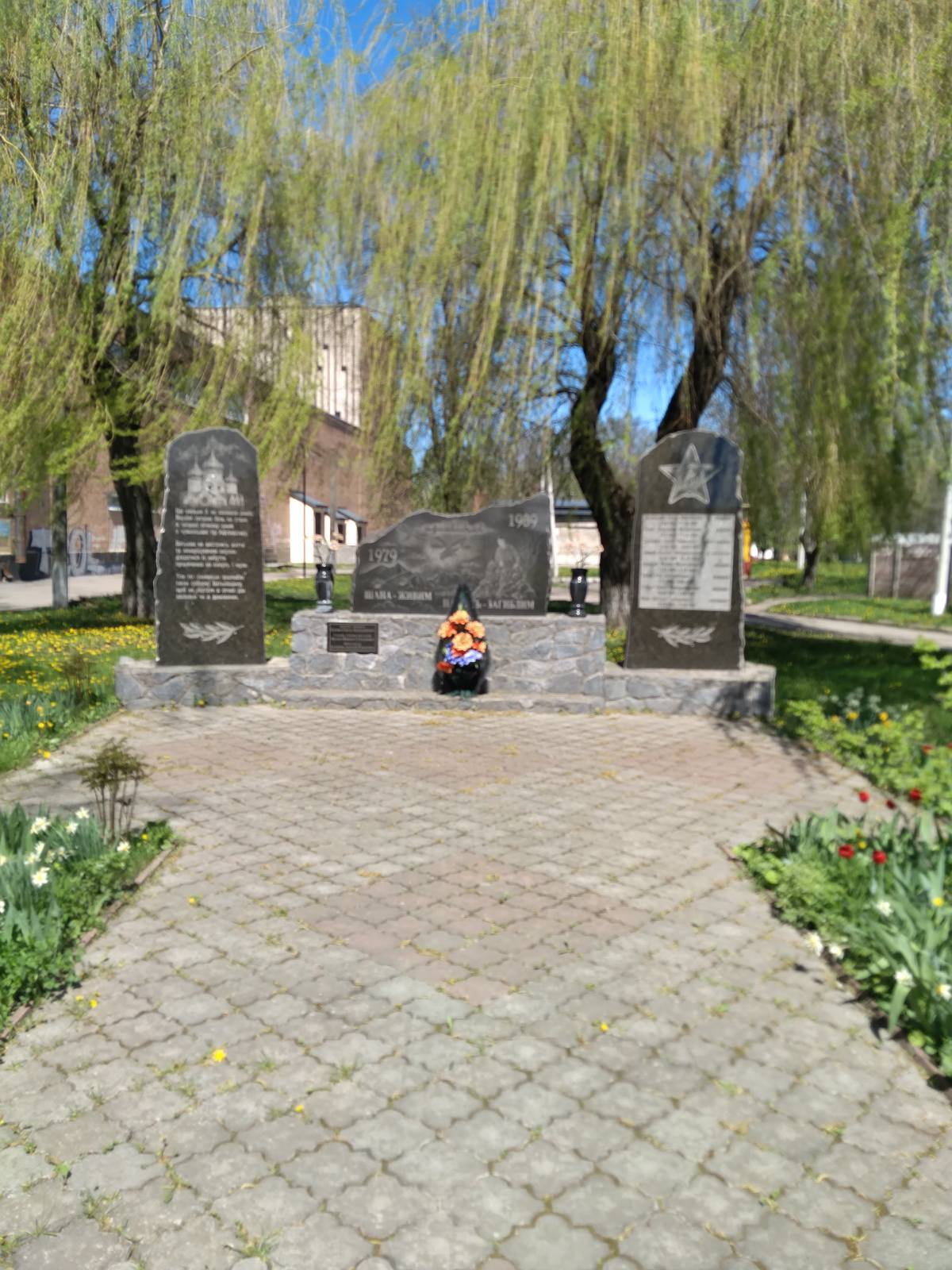
Памятник погибшим в афганской войне

В январе 1989 года численность населения составляла 33 828 человек, основой экономики в это время являлись предприятия по обслуживанию железнодорожного транспорта, овощеконсервный завод и сыродельный завод.
В 1992 году был закрыт радиозавод «Акустика» .
В мае 1995 года Кабинет министров Украины утвердил решение о приватизации находившихся в городе сыродельного завода, завода «Пуансон», АТП-13542 и ПМК № 144, завода «Акустика», райсельхозтехники и райсельхозхимии.
9 мая 2017 здесь прошел самый большой за всю историю города парад в честь Дня победы.
В 2020 году, в ходе административной реформы в Украине была образована Знаменская городская территориальная община, которая вошла в состав Кропивницкого района

## Население
На 1 января 2013 года численность населения составляла 23 983 человек.

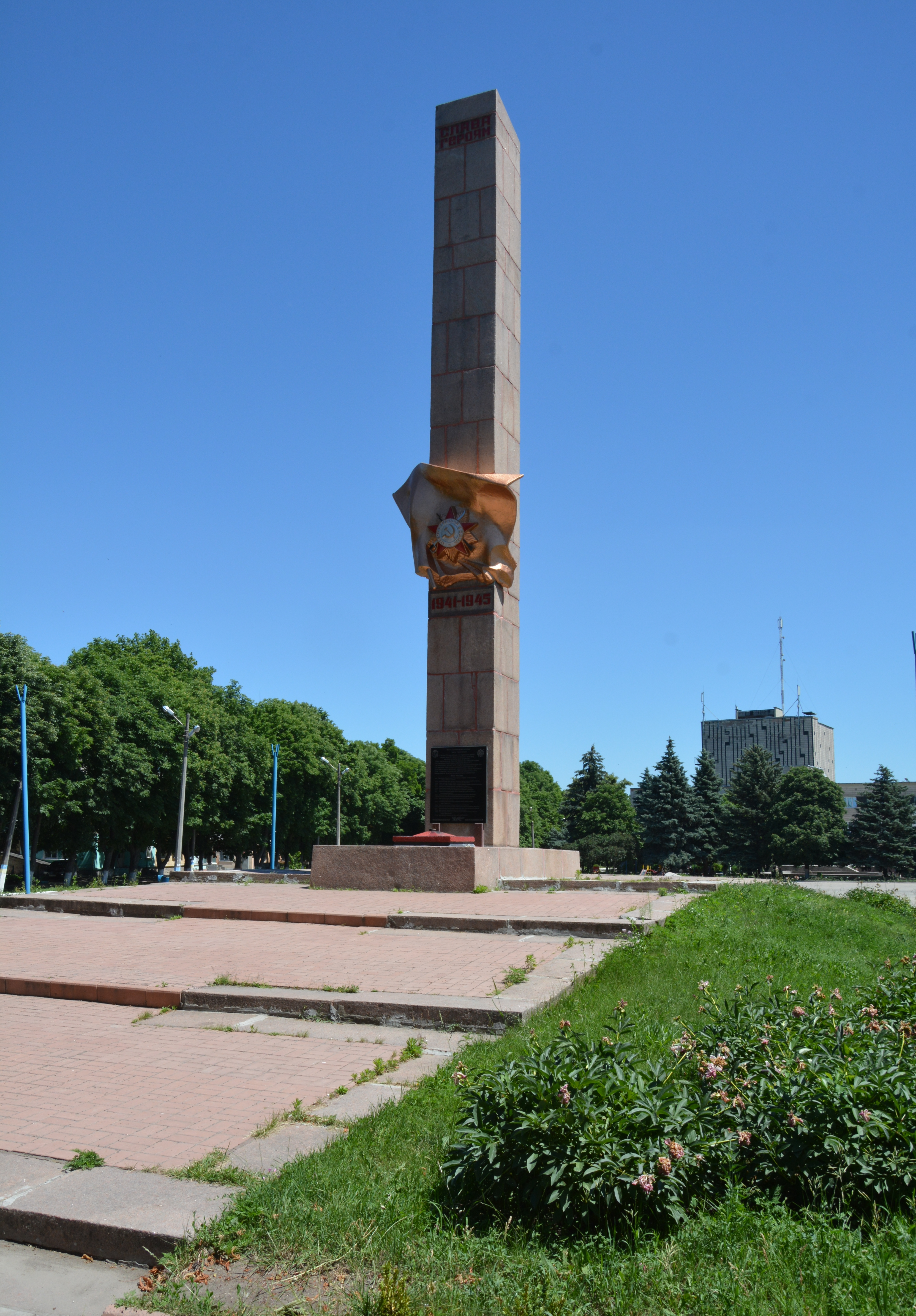
Обелиск Славы

### Языковой состав
По данным переписи 2001 года 84,10 % населения города указали украинский язык родным, 14,78 % — русский, 1,12 % — другие языки.

## Экономика
Основной работодатель города — Украинские железные дороги (перевозчик — ПАО «Укрзалізниця»), имеющие в Знаменке локомотивное и вагонное депо, дистанции пути, электроснабжения, СЦБ и связи, крупную сортировочную станцию, восстановительный поезд, строительно-монтажный и пожарный поезда. В городе также работают сельскохозяйственные и промышленные предприятия.

## Транспорт
Знаменка — крупный железнодорожный узел Одесской железной дороги. Знаменская дирекция. Из Знаменки к границе с Россией ведёт международная Автодорога М-04.

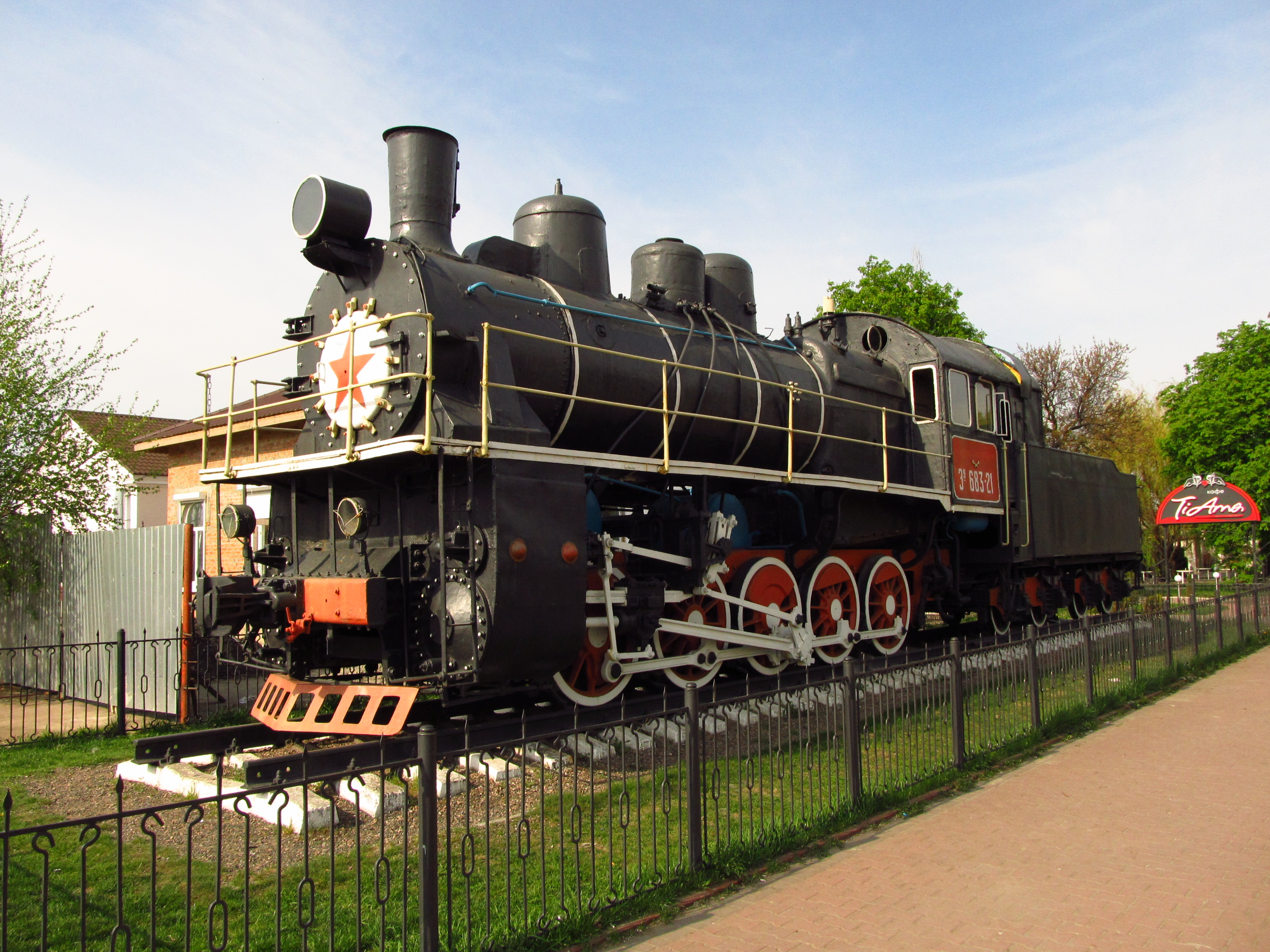
Паровоз Еу 683-21, первым пришедший в освобожденную от гитлеровцев Знаменку
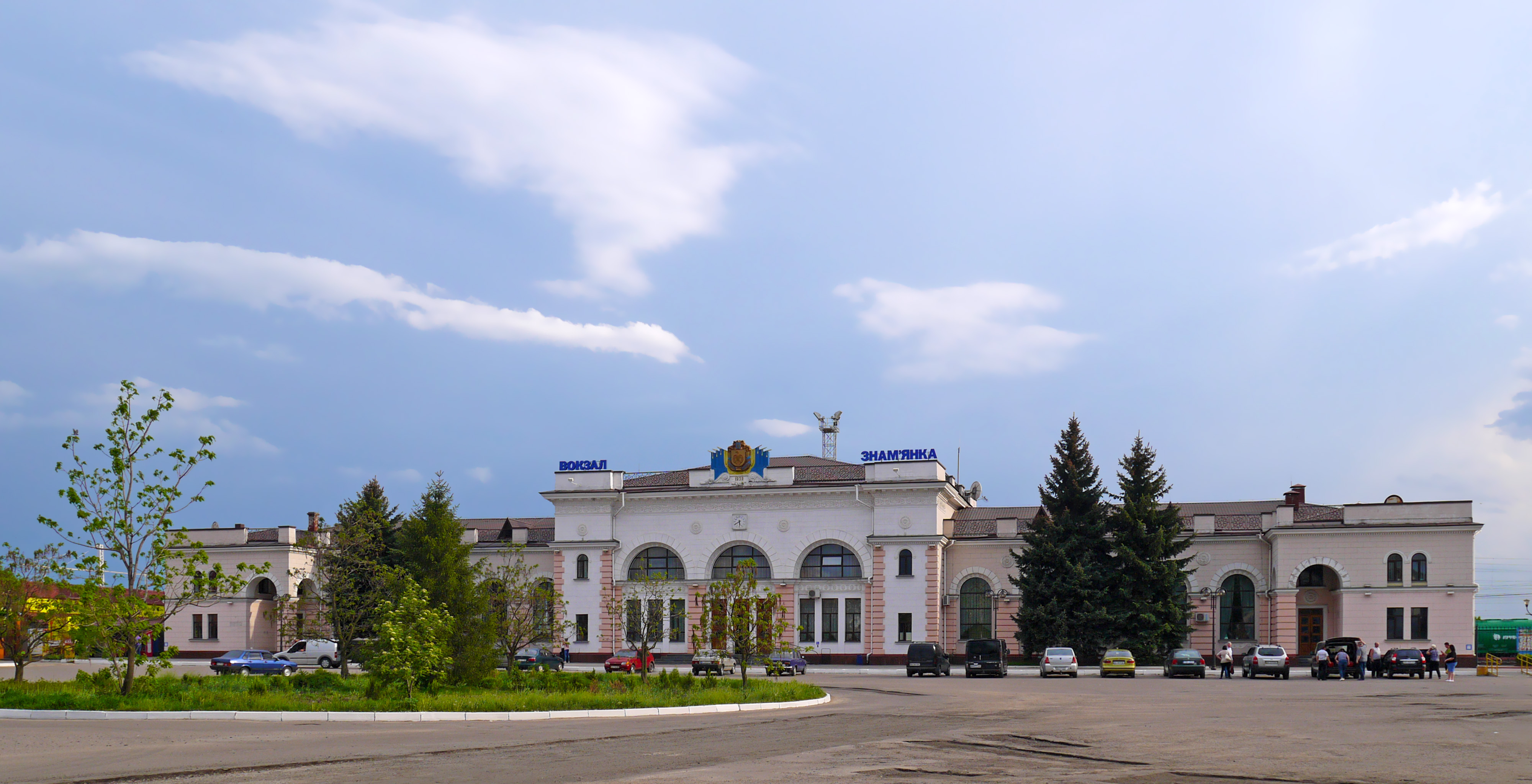
Знаменский железнодорожный вокзал
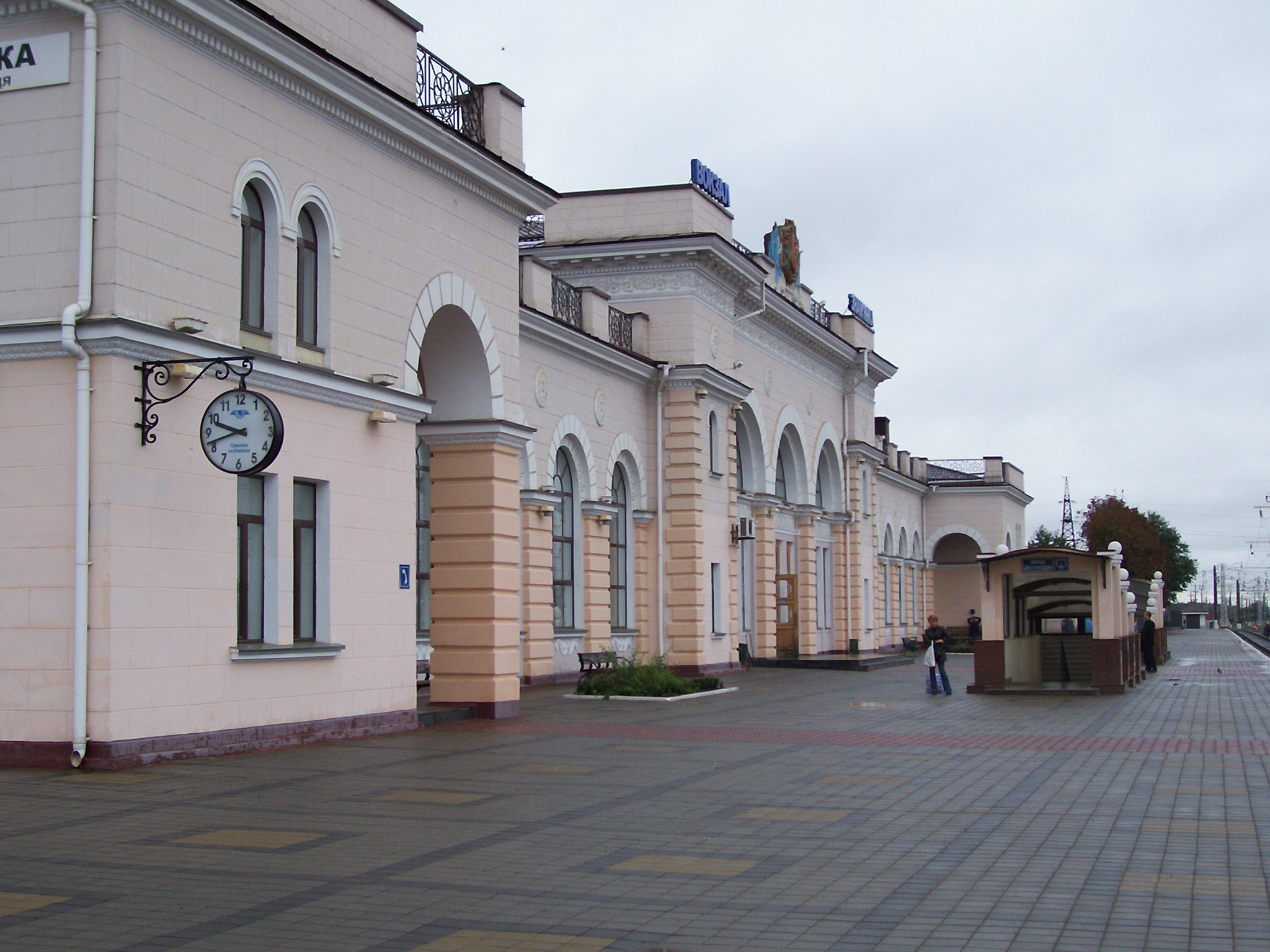
Железнодорожная платформа Знаменского вокзала
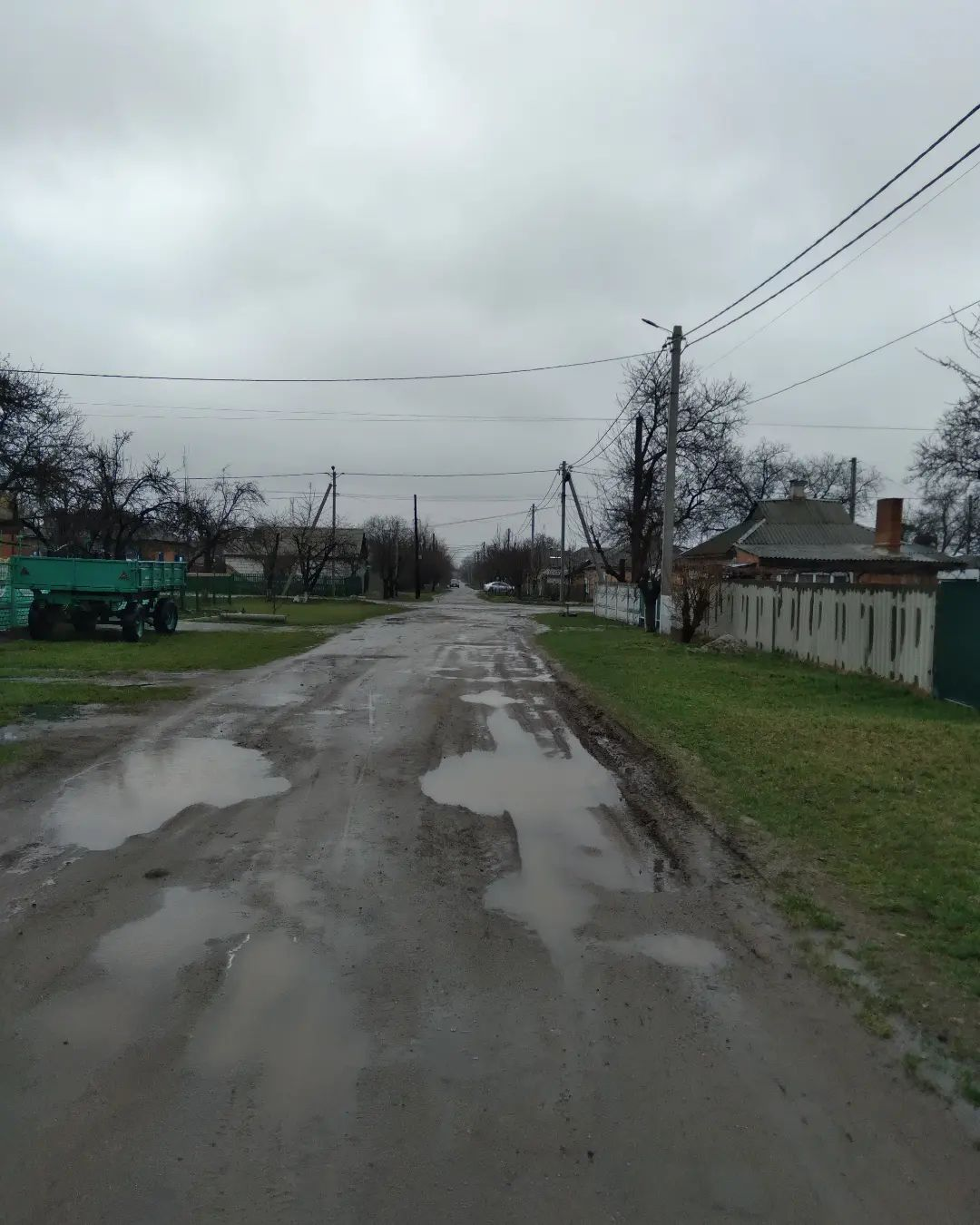
Одна их городских улиц
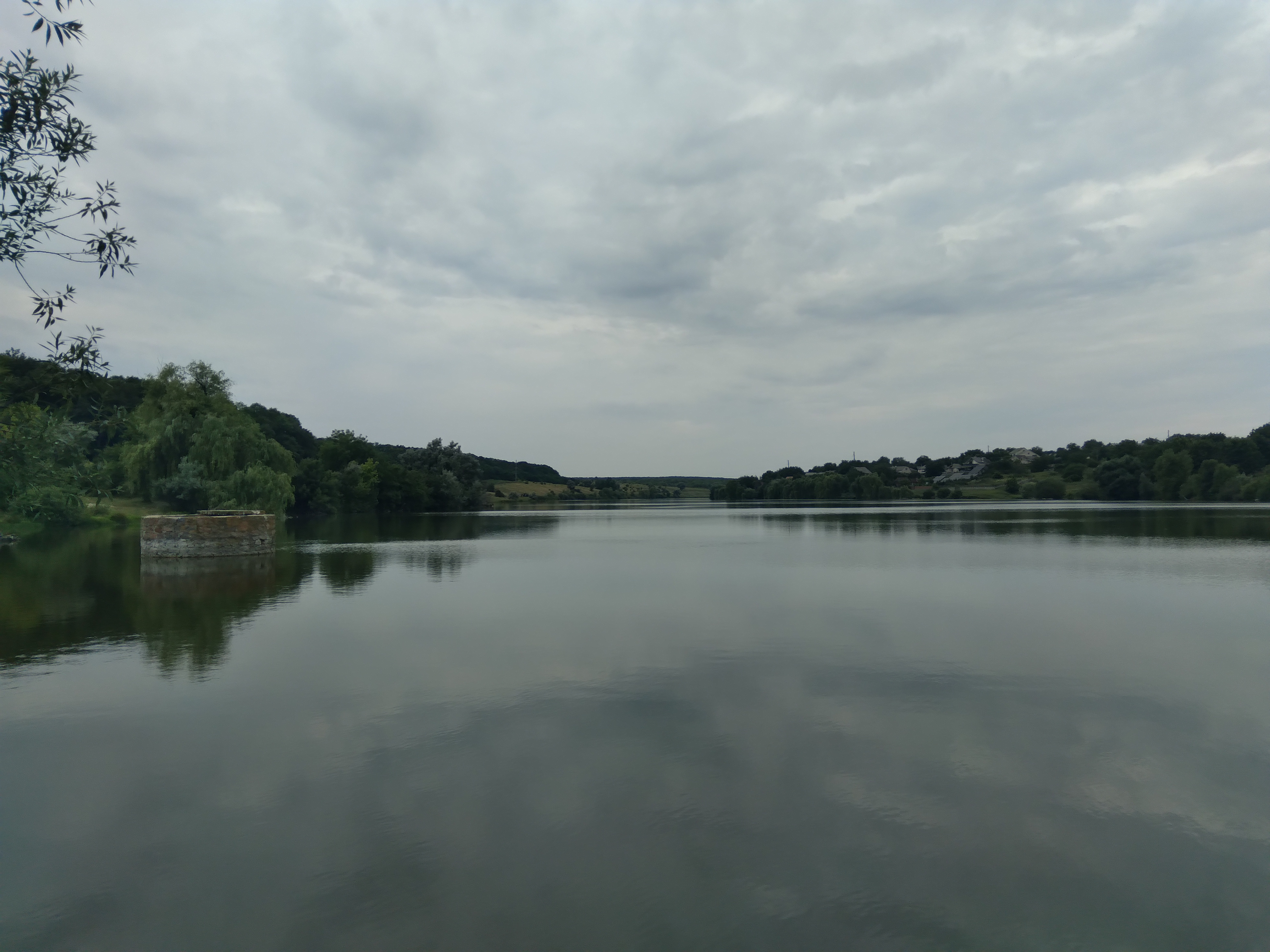
Один из прудов влизи города